# Cars (Gary Numan)
Cars è una canzone del musicista britannico Gary Numan. Inclusa nell'album del 1979, The Pleasure Principle,  è il primo singolo pubblicato da Numan da solista dopo aver chiuso il progetto Tubeway Army. "Cars" divenne un successo iimmediato quando fu pubblicato come singolo, arrivando alla vetta delle classifiche in Gran Bretagna in poche settimane. La canzone è diventata anche un classico della new wave e della musica elettronica ed è fra i brani più conosciuti di Numan.

## Storia
Il brano è stato scritto da Numan ancora prima del successo ottenuto con "Are 'Friends' Electric?" con i Tubeway Army a giugno e luglio del 1979. Una prima versione fu registrata in una "session" per la trasmissione radiofonica di John Peel per la BBC, trasmessa alla fine di maggio dello stesso anno.
A due settimane dalla sua pubblicazione il singolo si è collocato al 3º posto in classifica in Gran Bretagna e dopo altri quindici giorni al primo posto, rimpiazzando Cliff Richard e il suo singolo "We Don't Talk Anymore". Ci è rimasto per una sola settimana, tuttavia nel frattempo l'album di pertinenza The Pleasure Principle è arrivato anch'esso al primo posto nella classifica degli album più venduti.
Cars ha raggiunto il 9º posto nelle classifiche Billboard in USA a giugno del 1980.

## Tracce
UK 7" (BEG 23)
1. Cars (Numan) – 3:59
2. Asylum (Numan) – 2:29

Il singolo è stato pubblicato in Italia nel 1980 dall'etichetta Atlantic con gli stessi brani.

USA (ATCO 7211) / Canada (BEG 23)
1. Cars (Numan) – 3:59
2. Metal (Numan) – 3:31

## Video promozionale
Un video promozionale fu girato e distribuito per la promozione del singolo. Nel video compare Numan insieme alla sua band, la stessa che avrebbe portato in tournée a partire da settembre 1979. Fra i membri anche Billy Currie degli Ultravox, il quale avrebbe collaborato con Numan sia sull'album sia per i concerti dal vivo. Tuttavia non sembra aver contribuito al brano "Cars" in particolare.

## Ri-edizioni e versioni live
"Cars" è stato ripubblicato in una nuova versione intitolata "Cars (E Reg Model)" nel 1987, e di nuovo nel 1996 come "Premier Mix".
Il brano è incluso in diversi album dal vivo pubblicati da Gary Numan, fra cui Living Ornaments '79 (1981), White Noise (1985), Living Ornaments '81 (1998), Scarred (2003), Living Ornaments '80 (ed. CD, 2005) Engineers (2008), Here in the Black – Live at Hollywood Forever Cemetery (2016).

## Versioni cover
Il gruppo americano heavy metal Fear Factory ha registrato una cover di "Cars", incluso nel loro album Obsolete del 1998, e successivamente pubblicato come singolo. La registrazione, oltre alla voce del frontman Burton C. Bell, riporta anche la voce di Gary Numan.
Il gruppo americano dei Nine Inch Nails ha eseguito il brano dal vivo, sempre con Numan alla voce, nel 2009.